# Театральная площадь (Донецк)
Театральная площадь — одна из центральных площадей города Донецка. Находится в Ворошиловском районе на пересечении улицы Артёма и Театрального проспекта.
В архитектурный ансамбль Театральной площади входят здания кинотеатра имени Т. Г. Шевченко (памятник архитектуры местного значения), института «Донгипрошахт» и Донецкого национального академического театра оперы и балета имени А. Б. Соловьяненко (памятник архитектуры национального значения). По флангам оперного театра расположены два сквера: северный и южный, в которых установлены памятники Ф. А. Гринкевичу, К. А. Гурову, А. Б. Соловьяненко, а также скульптурная скифская композиция.
Над созданием архитектурного ансамбля работали П. В. Тамуров, архитекторы Л. И. Котовский, В. М. Орехов, Л. Л. Берберов, Т. И. Бондаренко, Г. И. Навроцкий, Л. А. Теплицкий, А. П. Страшнов, Г. А. Благодатный, Н. К. Иванченко, В. Е. Вязовский, а также скульпторы Е. И. Белостоцкий, Э. М. Фридман, А. М. Скорых, Ю. И. Балдин и В. Г. Киселёв.

## Формирование площади
В 1934 году под руководством начальника Сталинстроя Пантелея Варламовича Тамурова стартовал проект генеральной реконструкции города и создания культурного комплекса в нём. В 1936 году, согласно этому проекту, начато строительство здания театра оперы и балета, которое первоначально спроектировали как драматический театр, но во время стройки в проект внесли изменения, чтобы отдать здание театру оперы и балета, так как у драматического театра уже было своё помещение. Главным архитектором строительства стал Людвиг Иванович Котовский, а общее руководство стройкой поручили Соломону Давидовичу Кролю.
Котлован под театр был выкопан лопатами вручную, причём его глубина была рассчитана на подземные гаражи (в этих помещениях в дальнейшем расположились производственные цеха). Стройкой руководили прорабы Н. К. Милютин и Г. И. Щапов. На строительство театра выделили 6,2 миллиона советских рублей, но этой суммы не хватило, и сметную стоимость увеличили до 9 256 200 рублей. Изначально открытие театра было запланировано на 23 февраля 1941 года ко Дню Красной армии, но к этому сроку не успели и дату открытия перенесли на 12 апреля 1941 года, посвятив его Первомаю.
В 1937 году начали строительство кинотеатра имени Т. Г. Шевченко, которое было закончено в 1939 году. Здание кинотеатра имени Шевченко уцелело во время войны, хотя ему был нанесён значительный ущерб, а находившееся напротив него общежитие донецкого металлургического завода было разрушено.
Своё название площадь получила во время немецкой оккупации Донецка, при переименовании оккупационной властью улиц и площадей города.
В сентябре 1944 года, к первой годовщине освобождения Сталино, городские власти приняли решение построить памятник, посвящённый этому событию, перед зданием оперного театра. Изготовление памятника поручили главному бутафору театра Олегу Здиховскому по уже готовым чертежам другого автора. Также в работах принимал участие помощник бутафора Олег Демьянович Крицын. Памятник представлял собой стелу с двумя скульптурными фигурами — солдата с пистолетом-пулемётом Шпагина в руках, одетого в плащ-палатку, а также шахтёра. Скульптуры изготовили по методу папье-маше. Для них сделали каркас из толстой проволоки приблизительно десятого калибра, на основе которого вылепили фигуры из белой маслянистой глины, которую предварительно Здиховский с помощником привезли из карьера около фаянсового завода в Евдокиевке. Сверху конструкции нанесли нескольких бумажных и полотняных слоев, покрытых олифой, которые затем разрезали, чтобы вынуть форму, снова соединили и покрыли серебрянкой. Постамент и стела были металлические и отделаны с лицевой стороны специально обработанными и приклеенными кусками каменного угля. Памятник изначально задумывался как временный и простоял несколько лет, после чего его убрали, чтобы не мешать уличному движению.
В 1940-е годы площадь считалась главной в городе, так как к тому времени площадь Ленина ещё не сформировалась — часть её была окружена одноэтажной застройкой, и половину её современной территории занимали Совбольница и ветлечебница. По периметру Театральной площади установили стенды, на которых размещалась информация о трудовых достижениях жителей.
По плану формирования общественного центра города, разработанного в 1949 году Гипроградом (архитекторы В. М. Орехов, Л. Л. Берберов, Т. И. Бондаренко), Театральная площадь должна была стать одной из анфилады трёх взаимосвязанных площадей: Центральной административной (сейчас площадь Ленина), Театральной и Победы (не была создана, сейчас приблизительно на этом месте расположена Соборная площадь) и пространственно увязывалась с площадью Ленина.
В 1950—1951 годах по обе стороны оперного театра построили два жилых дома по проекту архитектора Г. А. Благодатного, которые удачно завершили организацию пространства площади. Один из этих домов расположился на месте посёлка Дальний — последнего частного сектора в центре города. В 1952 году рядом с кинотеатром имени Т. Г. Шевченко, на месте общежития донецкого металлургического завода, разрушенного во время войны, построили здание института «Донгипрошахт».
Восточная сторона улицы Артёма между Театральным проспектом и бульваром Шевченко сформирована зданиями, построенными в разное время и отличающимися пространственным решением. Для того, чтобы эти здания составляли целостный ансамбль использовали единый приём цветовой отделки.

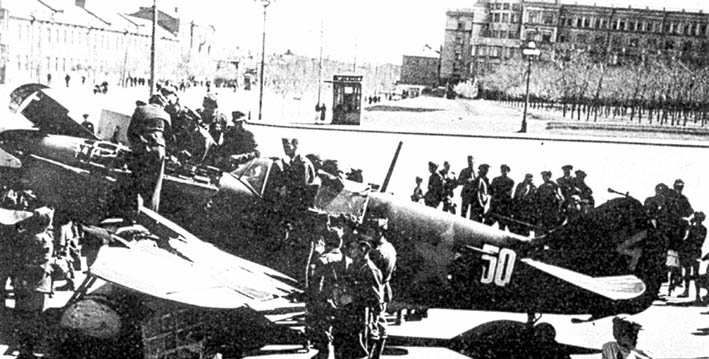
1941—1943. Сбитый советский самолёт ЛаГГ-3 на Театральной площади. На заднем плане — гостиница «Донбасс». На месте пустыря между гостиницей и самолётом в настоящее время разбит южный сквер.
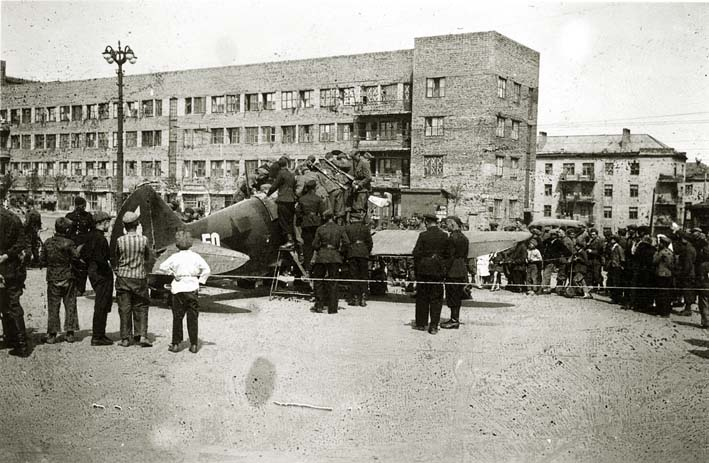
1941—1943. Сбитый советский самолёт ЛаГГ-3 на Театральной площади. На среднем плане — общежитие Донецкого металлургического завода, на месте которого в дальнейшем было построено здание института «Донгипрошахт».

## Планировка площади
| План Театральной площади 1. Проезжая часть улицы Артёма; 2. Донецкий национальный академический театр оперы и балета имени А. Б. Соловьяненко — 48°00′21″ с. ш. 37°48′11″ в. д. — ; 3. Кинотеатр имени Т. Г. Шевченко — 48°00′20″ с. ш. 37°48′17″ в. д. — ; 4. Здание института «Донгипрошахт» — 48°00′22″ с. ш. 37°48′17″ в. д. — ; 5. Памятник Гринкевичу — 48°00′19″ с. ш. 37°48′13″ в. д.; 6. Памятник Гурову — 48°00′17″ с. ш. 37°48′13″ в. д..; 7. Памятник Соловьяненко — 48°00′24″ с. ш. 37°48′13″ в. д.; 8. Скифская композиция — 48°00′25″ с. ш. 37°48′12″ в. д.. 9. Жилые дома по проекту архитектора Г. А. Благодатного | Театральная площадь на карте Донецка (по данным OpenStreetMap) |

## Ансамбль Театральной площади

### Театр кино имени Т. Г. Шевченко
Здание кинотеатра построено с 1937 по 1939 год по проекту архитектора Л. А. Теплицкого. Первый многозальный кинотеатр на Украине. Главный фасад здания оформлен арочной лоджией высотой в два этажа. В 1968 году кинотеатр был реконструирован по проекту архитектора Альвиана Платоновича Страшнова. До реконструкции имел три зала на 1400 зрителей.

Кинотеатр имени Т. Г. Шевченко
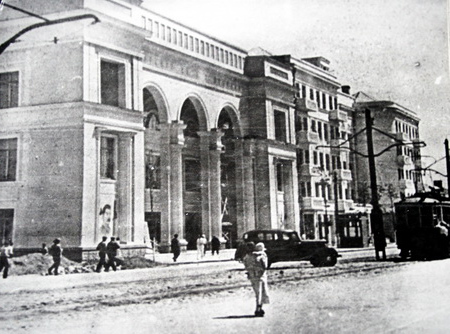
1939. Только что открытый кинотеатр Шевченко.
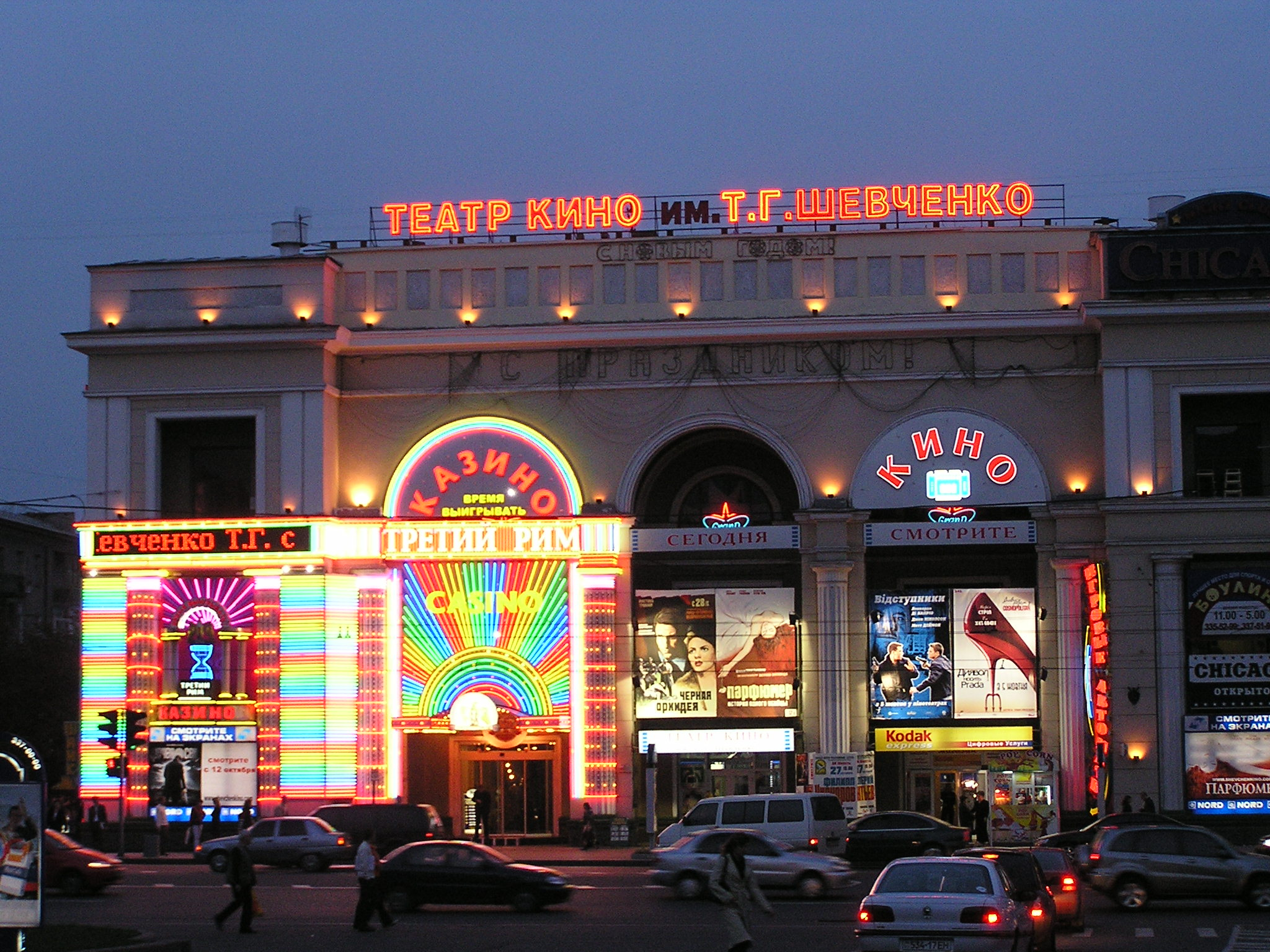
Кинотеатр Шевченко ночью.
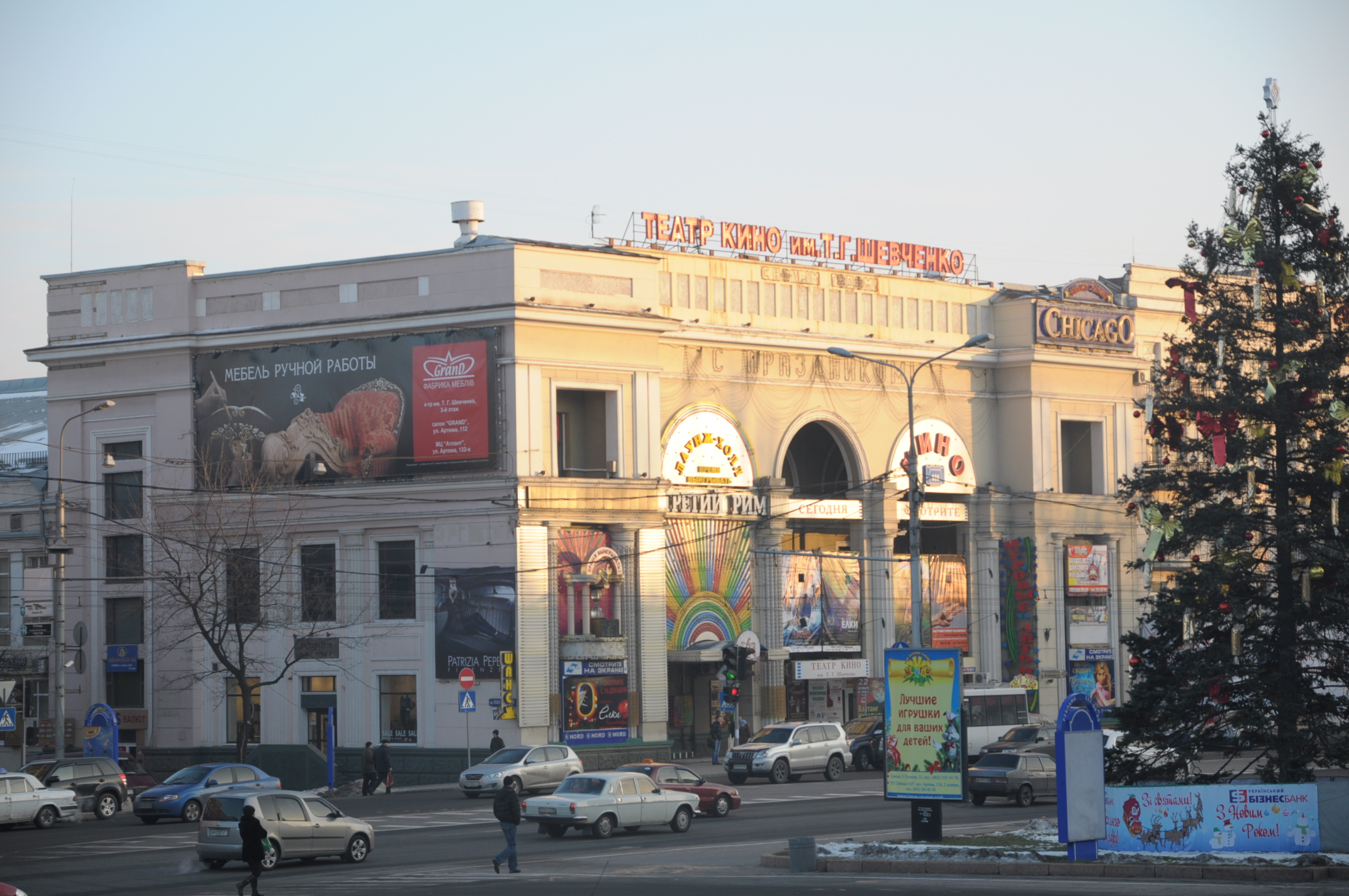
2010 год

### Донгипрошахт
Здание института «Донгипрошахт» построено в 1952 году по проекту архитектора Георгия Ивановича Навроцкого (инженер В. В. Кадинцев). Фасад здания решен в монументальных формах и использует мотивы русского классицизма. Ряд элементов здания символизирует угольную отрасль промышленности.
Высота здания — три этажа, межэтажная граница между вторым и третьим этажами ярко выражена. На третьем этаже окна утоплены в ниши и фланкированы колоннами. Фасад здания, выходящий на улицу Артёма, выполнен в виде портика из четырёх колонн, пьедесталы которых облицованы чёрным полированным гранитом. Колонны преодолевают межэтажную границу и приподнимают над ней фронтон. Цоколь здания также облицован чёрным полированным гранитом.

### Театр оперы и балета
Здание Донецкого национального академического театра оперы и балета имени А. Б. Соловьяненко выполнено в классическом стиле по проекту архитектора Людвига Ивановича Котовского. Главный фасад театра с лоджией имеет высоту около тридцати метров и обращён к площади. Интерьеры и фасады имеют богатую пластическую выразительность. Облицовка и работы по мрамору выполнены мастерами из Ростова-на-Дону, скульптуры — мастерами из Киева. Открытие состоялось 21 апреля 1941 года.
Между зданием театра, и левобережными склонами, и водным зеркалом Нижнекальмиусского водохранилища имеются широтные пространственные связи, идущие вдоль Театрального проспекта — поперечной оси Театральной площади. Из-за расположения театра на оси Театрального проспекта к нему организован удобный подход.

Донецкий национальный академический театр оперы и балета имени А. Б. Соловьяненко
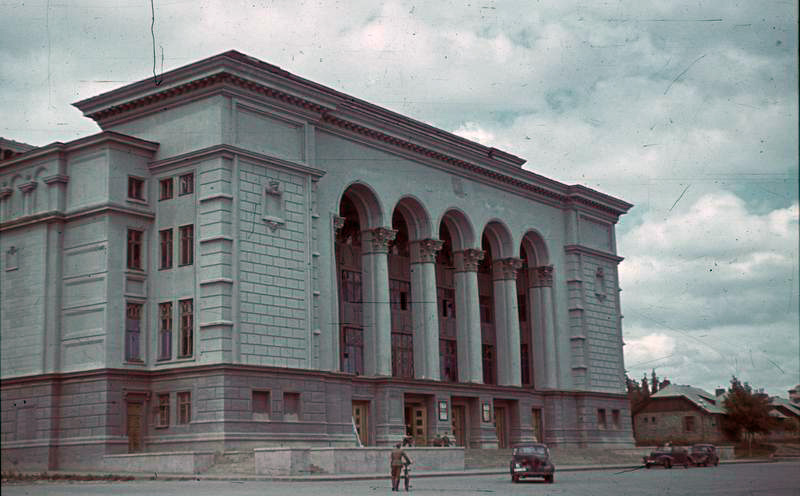
Оперный театр времён немецкой оккупации Донецка. С правой стороны видна одноэтажная застройка, которая больше не существует. Фотография из Федерального архива Германии.
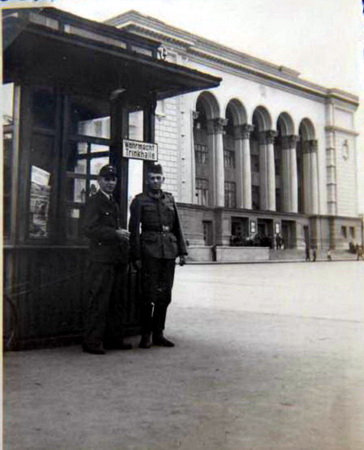
1941—1943. Полицейская будка на Театральной площади.
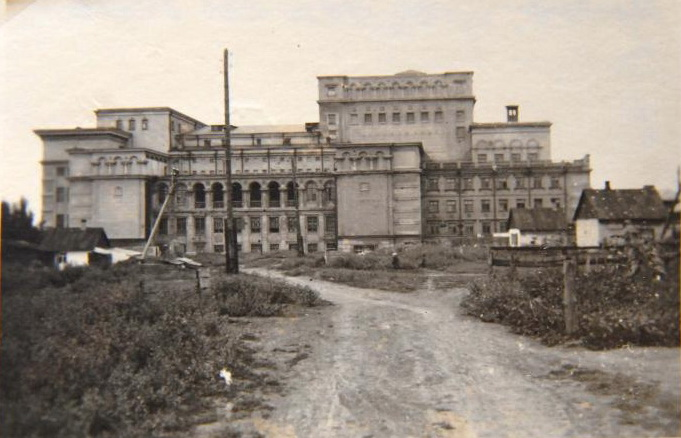
1941—1943. Вид на оперный театр из посёлка Дальний, от библиотеки Крупской. В настоящее время на этом месте разбит северный сквер и построены многоэтажные жилые дома.
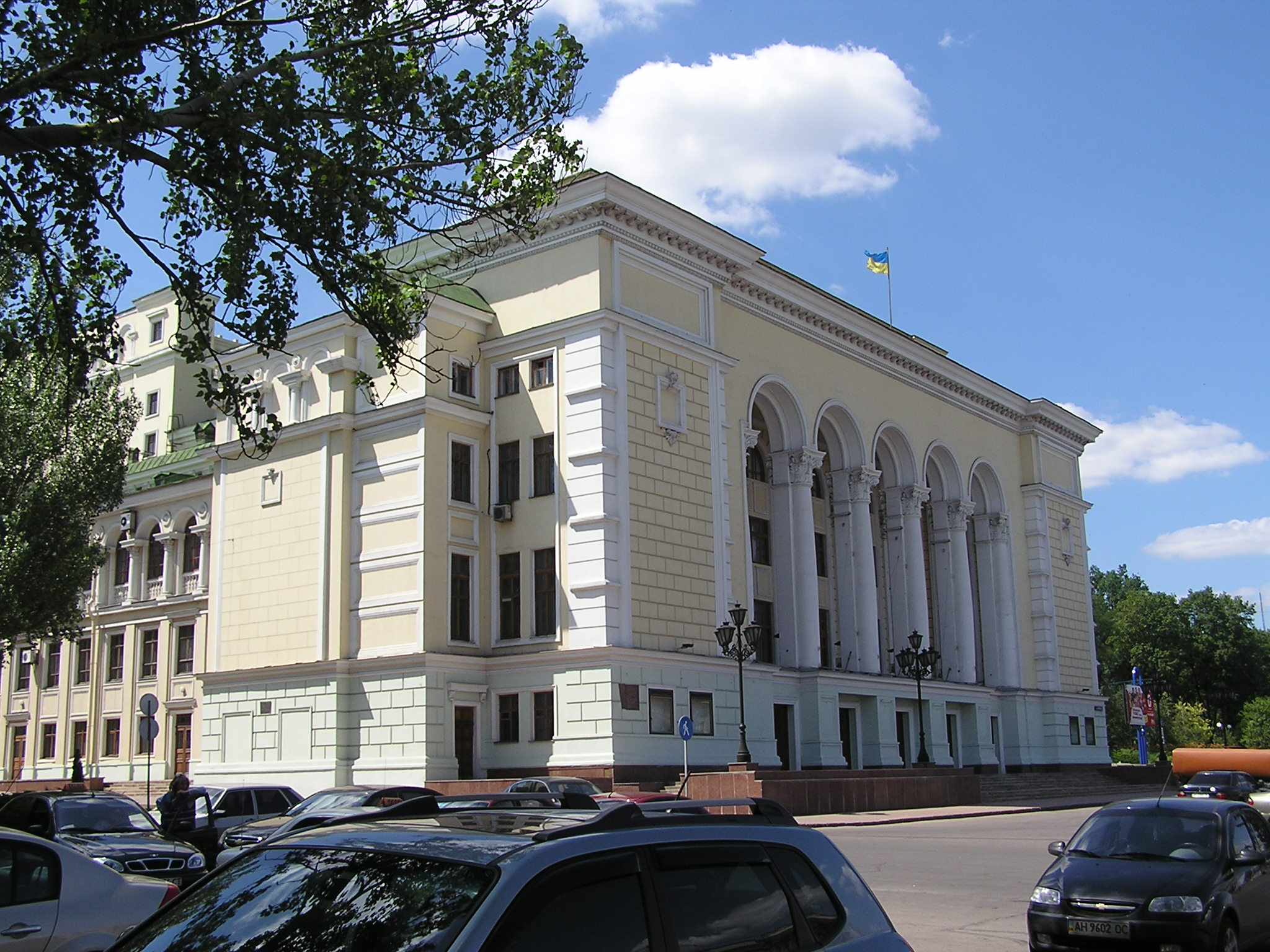
2008 год.

### Жилые дома по проекту Благодатного
В 1950—1951 годах по обе стороны оперного театра построили два жилых дома по проекту архитектора Г. А. Благодатного. Они должны были завершить формирование Театральной площади, но к моменту их постройки получила развитие площадь Ленина, в связи с чем размер Театральной площади был уменьшен — перед этими домами были разбиты скверы, а дома перестали играть существенную роль в архитектурном ансамбле площади. Дома расположены симметрично относительно театра и имеют одинаковую планировку. Построены из силикатного кирпича и оформлены бетонной лепниной и фигурными балконами. По центру фасадов расположены арки, через которые можно было попасть во двор. В дальнейшем арки перекрыли решётками и, впоследствии, застеклили.

### Южный сквер
Сквер Театральной площади ограничен улицей Артёма, проспектом Гурова, Театральным проспектом; расположен между театром оперы и балета и гостиницей «Донбасс Палас». В сквере находятся две могилы освободителей Донецка в годы Великой Отечественной войны — генерал-лейтенанта, члена Военного Совета Южного фронта Кузьмы Акимовича Гурова и гвардии полковника, командира 32-й танковой бригады Франца Андреевича Гринкевича. Оба умерли не в Донецке (Гуров умер 25 сентября 1943 года в селе Гусарка Куйбышевского района Запорожской области; Гринкевич умер 11 октября 1943 года в селе Харьково Запорожской области), но их тела были перевезены после смерти и похоронены здесь. Сердце Гурова похоронено отдельно от тела — на месте смерти, в селе Гусарка Запорожской области.

#### Памятник Гурову
Памятник Кузьме Акимовичу Гурову был установлен на его могиле в 1954 году и представляет собой его бюст. Авторы памятника — скульпторы Ефим Исаевич Белостоцкий и Элиус Моисеевич Фридман, архитектор Н. К. Иванченко. Бюст стоит на высоком гофрированном постаменте, сделанном из чугуна. Основание постамента выполнено в виде стилобата с барельефами. Памятник сооружен сталинским вагоно-ремонтным заводом облкомхоза.

Памятник Гурову
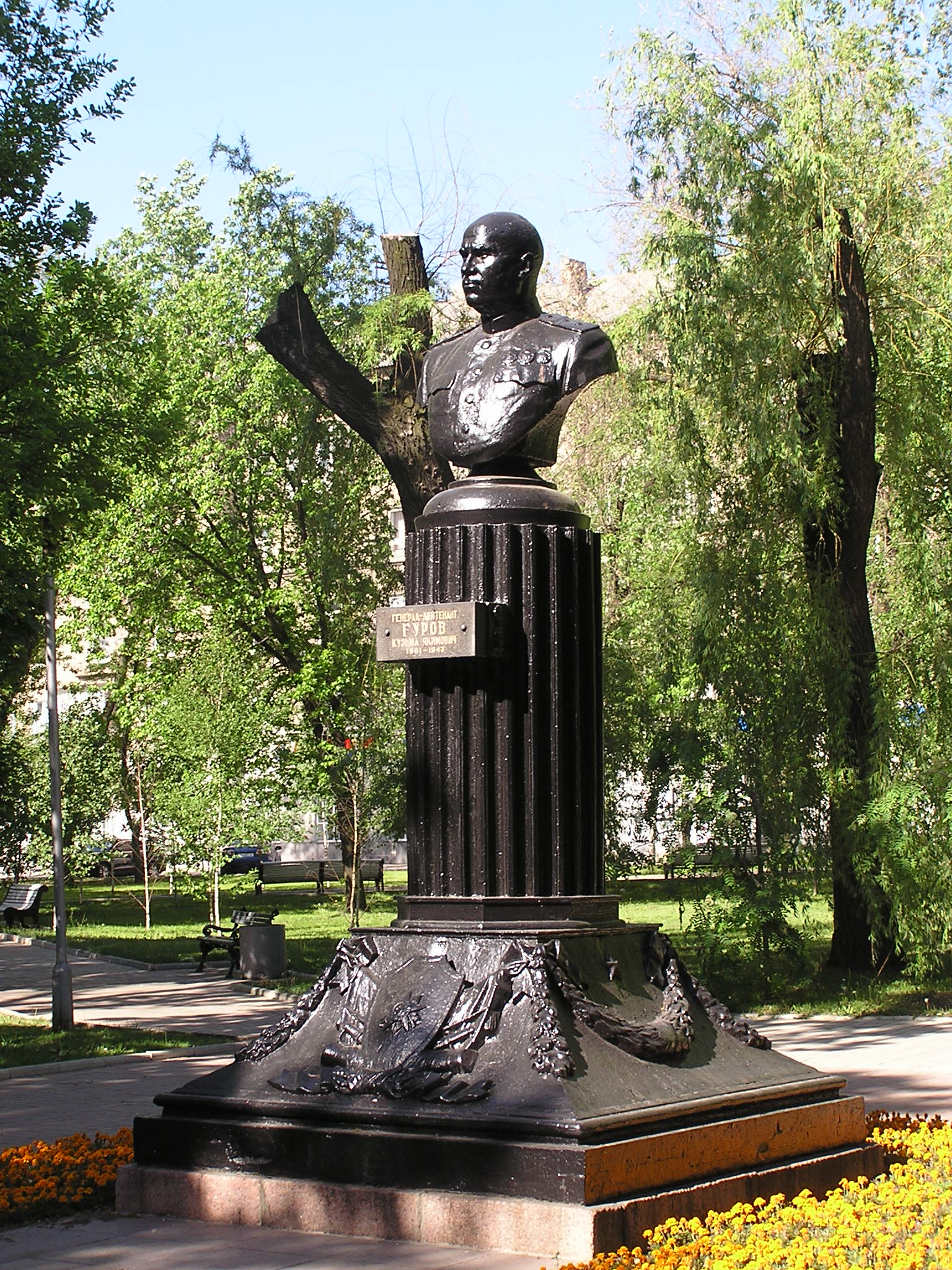
2007. Общий вид памятника Гурову.
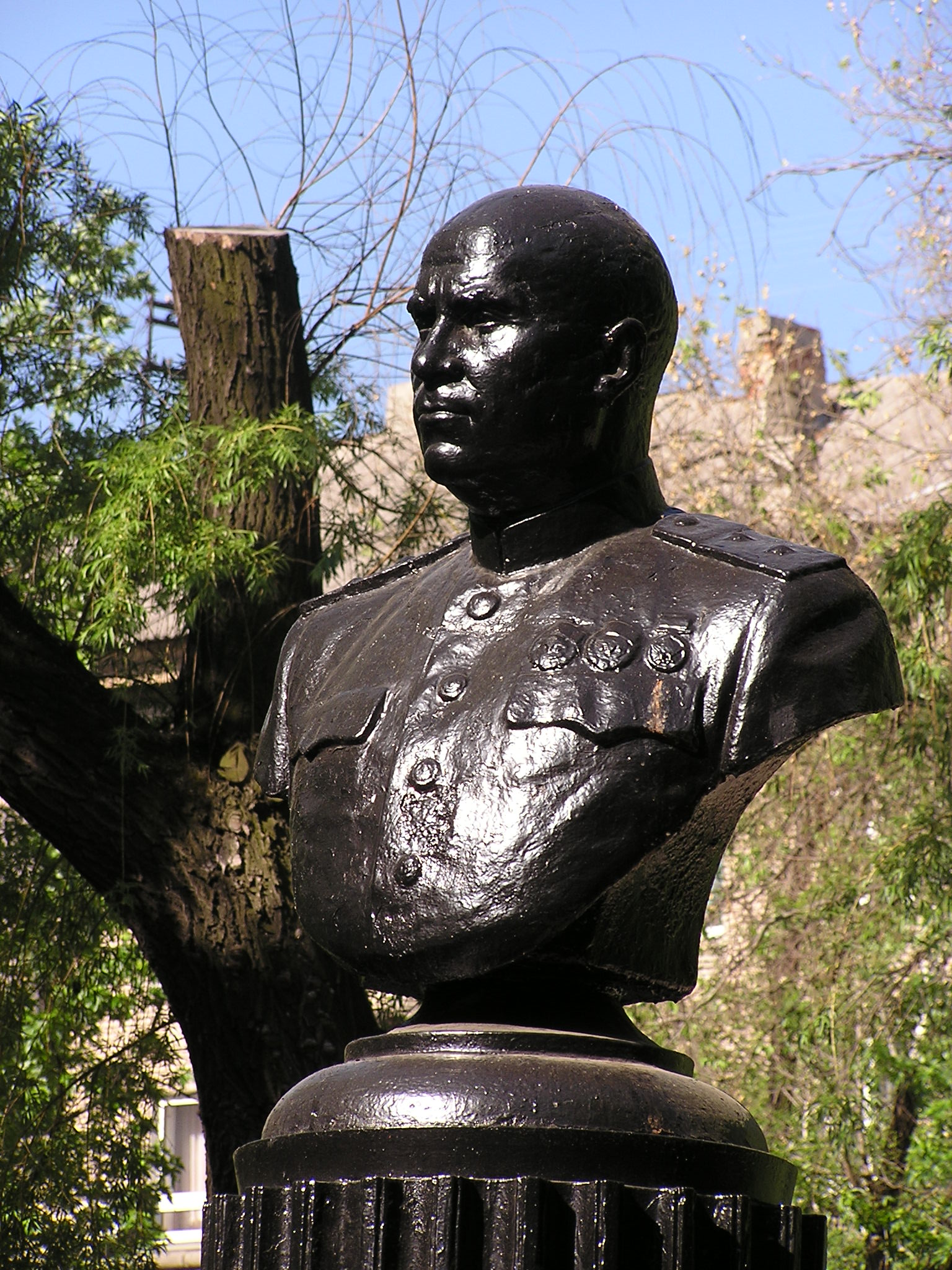
Бюст.
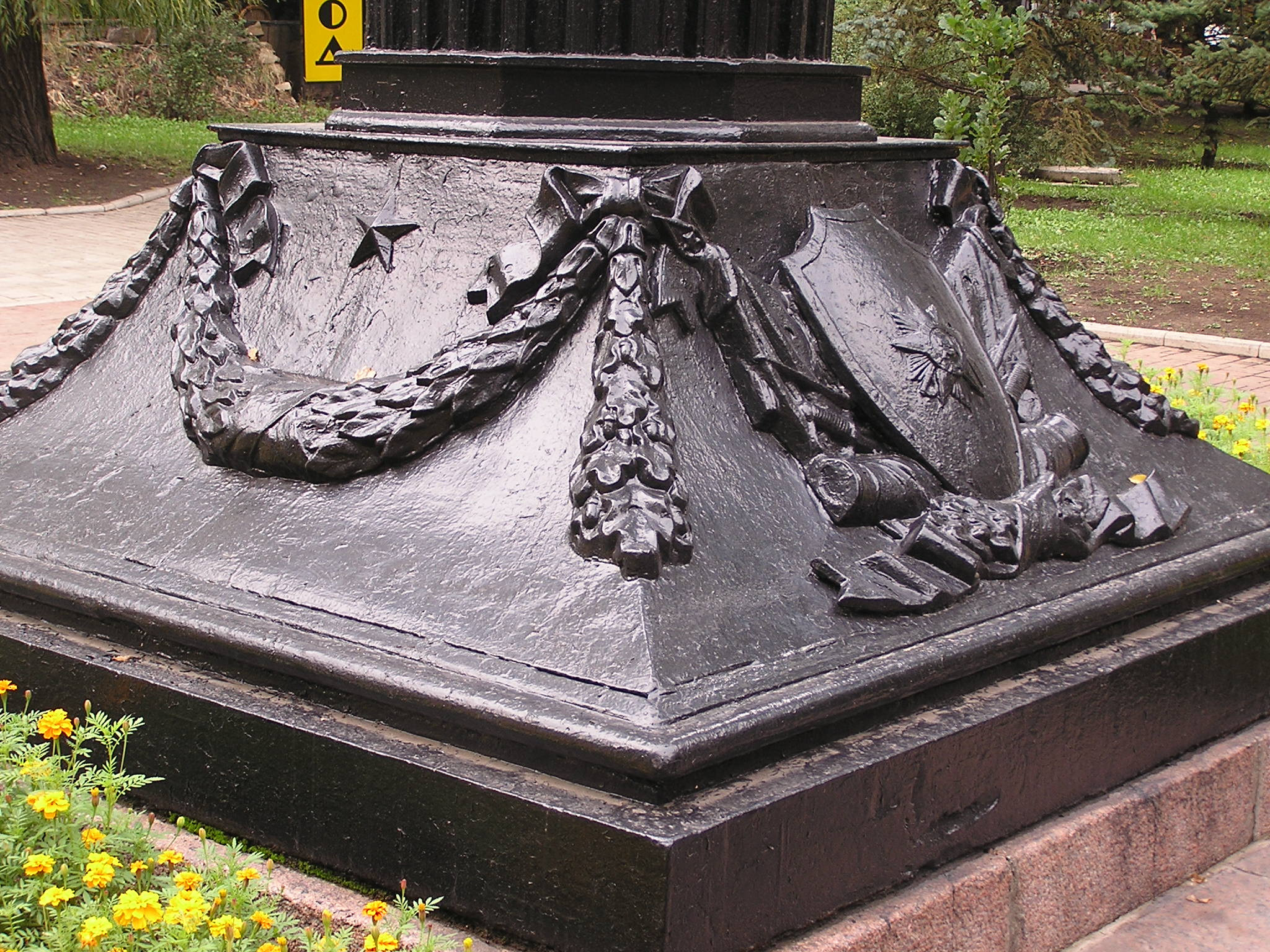
Стилобат.
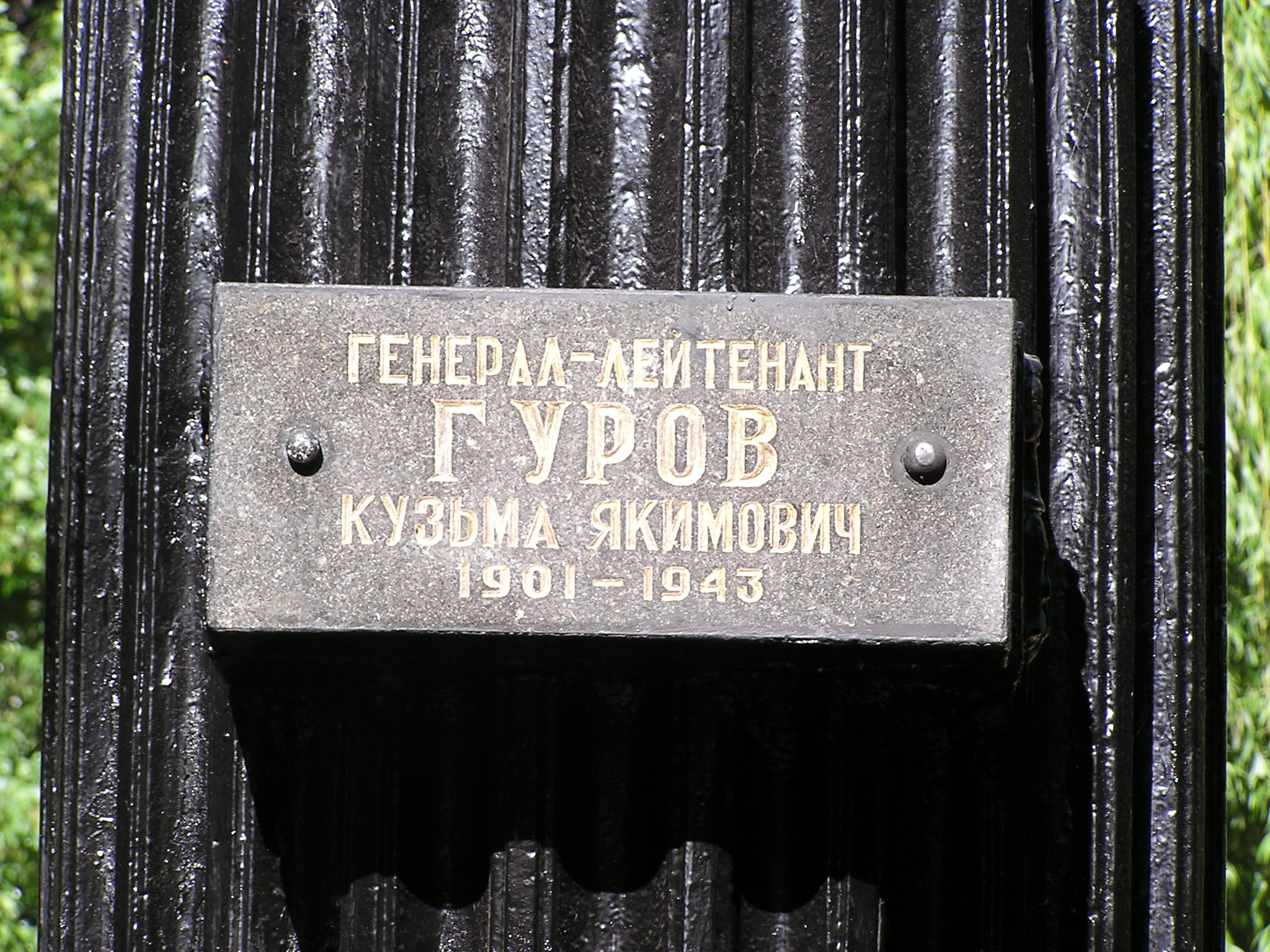
Мемориальная доска на памятнике.

#### Памятник Гринкевичу
Памятник Гринкевичу представляет собой танк, установленный на высоком постаменте. Танкисты 32-й гвардейской танковой бригады, которая в сентябре 1943 года освобождала Сталино, похоронили Франца Андреевича Гринкевича в центре Сталино, на могиле соорудили постамент с фотографией своего командира и своими руками втянули на могильный холм боевой танк Т-34-76 на котором воевал Гринкевич.
В 1964 году на могиле появились высокий гранитный постамент и мраморные плиты с отлитой из металла надписью «Вечная слава героям, павшим в боях за свободу и независимость нашей Родины. 1941—1945». Некоторое время на новом постаменте стоял старый танк, но затем он был заменён на более современный танк Т-34-85, а боевой танк Гринкевича переместили во двор краеведческого музея, который тогда располагался в одном здании с библиотекой имени Крупской. В 1972 году танк вместе с музеем переехал в другое место и до 2010 года стоял перед фасадом краеведческого музея, выходящим на улицу имени Челюскинцев. В 2010 году танк был отправлен на площадку военной техники к монументу «Твоим освободителям, Донбасс». Сотрудники музея устроили торжественные проводы танку под «Прощание славянки».

Памятник Гринкевичу и танк Гринкевича
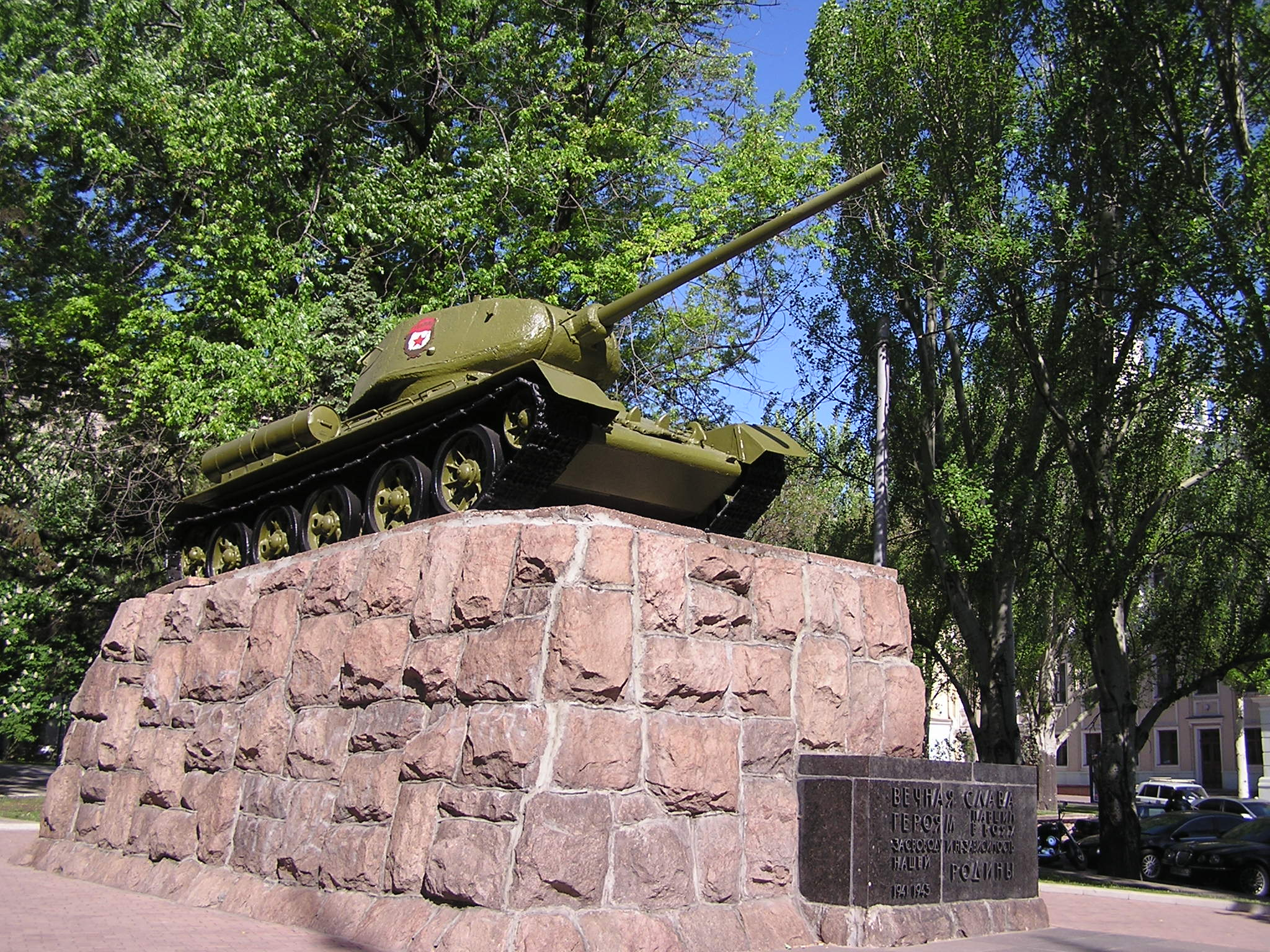
Современный вид памятника Гринкевичу.
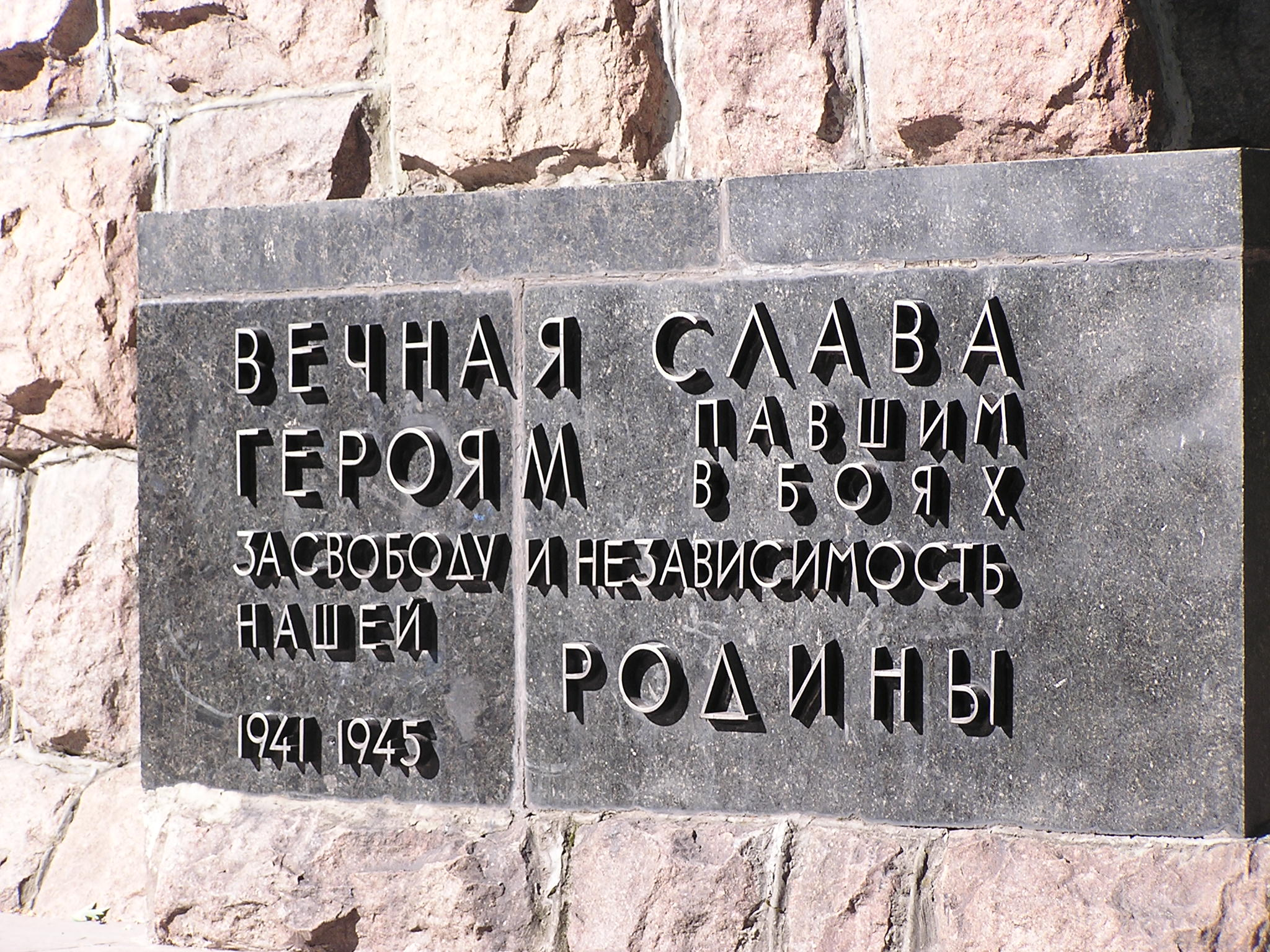
Мемориальная плита с надписью
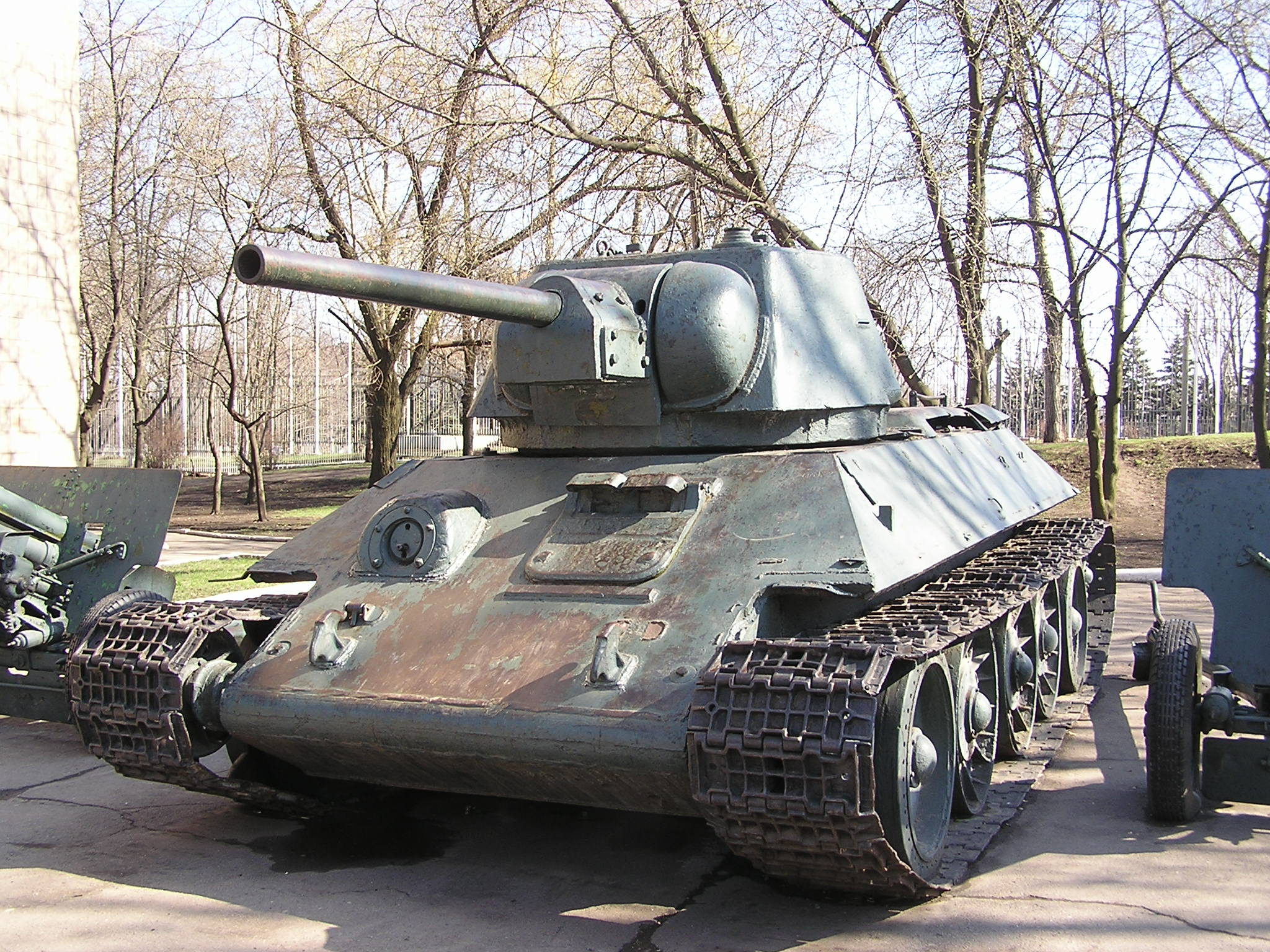
2008. Танк Гринкевича во дворе донецкого областного краеведческого музея.
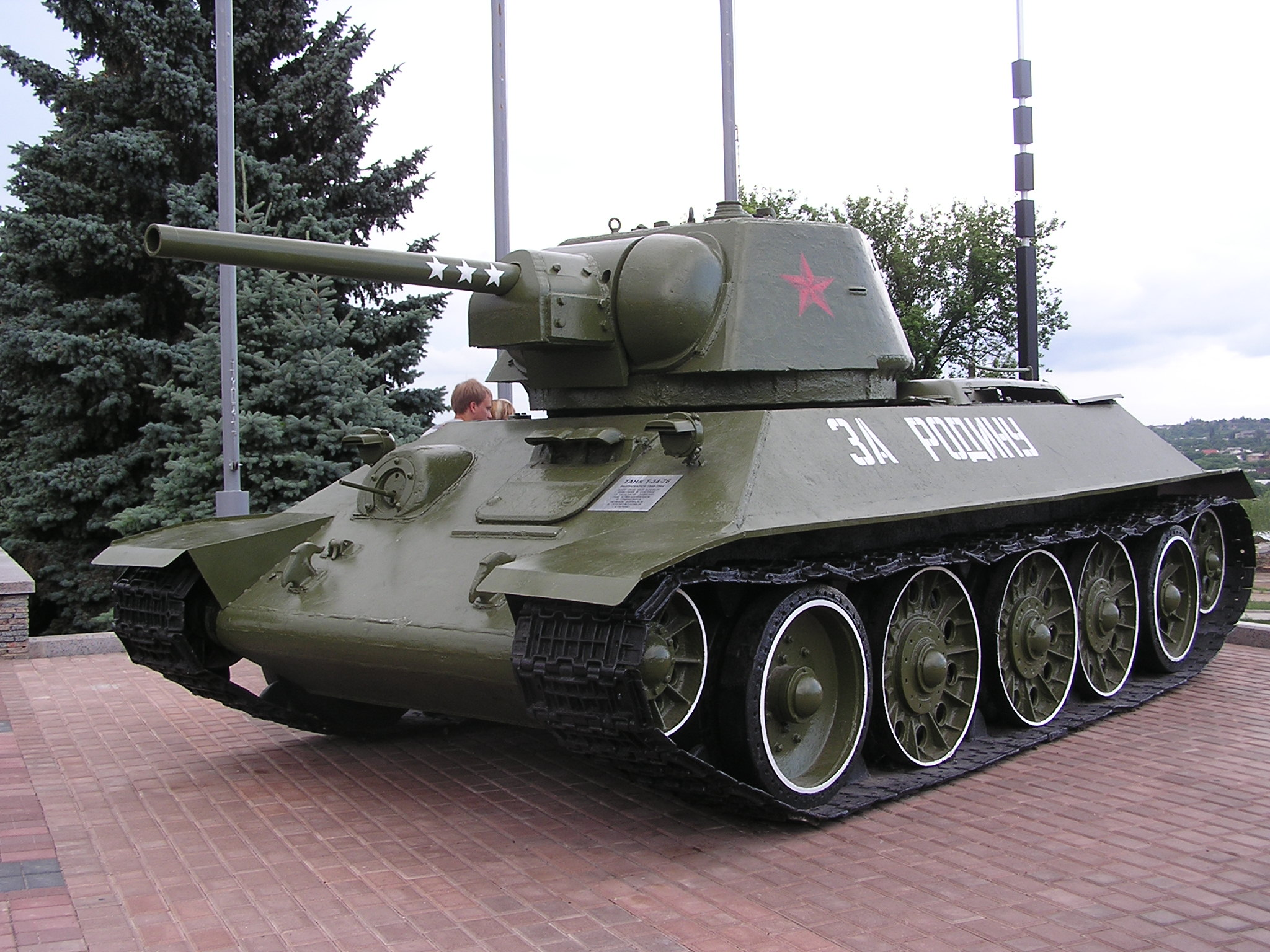
2010. Танк Гринкевича в парке Ленинского комсомола у монумента «Твоим освободителям, Донбасс».

### Северный сквер

#### Памятник Соловьяненко
Анатолий Борисович Соловьяненко — оперный тенор, народный артист СССР. Театр оперы и балета носит его имя в честь того, что знаменитый певец является уроженцем Донецка. В 2000 году во время проведения II международного фестиваля «Золотой Скиф» был заложен памятный камень, на месте которого предполагалось установить памятник и проведён конкурс на лучший проект, в котором участвовали десять скульптур. 31 мая 2002 года в рамках IV международного фестиваля «Золотой Скиф» памятник был установлен в Театральном сквере и торжественно открыт.

Памятник Анатолию Соловьяненко представляет собой скульптуру тенора в полный рост, одетого в концертный костюм Герцога из оперы Джузеппе Верди «Риголетто». Фигура стоит на постаменте круглой формы, который опирается на цилиндры, символизирующие театральные колонны. Образ Герцога из оперы «Риголетто» был выбран из-за того, что Соловьяненко дебютировал на сцене в этом образе, а после гастролей в Испании с оперой «Риголетто» одна из газет опубликовала статью с названием «Шахтёрский герцог». С этой публикации прозвище закрепилось за певцом. На постаменте памятника также написано на украинском языке: 
Гордість України — 
Анатолій  Солов’яненко — 
«Шахтарський герцог»
Авторы памятника: скульптор Александр Митрофанович Скорых и архитектор Виталий Евгеньевич Вязовский. Памятник выполнен из бронзы и покрыт сусальным золотом. Высота памятника 3,5 метра.
Среди проектов участвовавших в конкурсе был проект Александра Николаевича Порожнюка, который предполагал установку памятника на небольшой сцене, окруженной полукругом белых аркад. На сцене можно было бы проводить небольшие концерты, а сама скульптура должна была выполнена в более привычном для зрителей виде.
В 2009 году памятник Анатолию Соловьяненко в Донецке попал в Топ-10 самых аляповатых монументов Украины, составленный еженедельником «Комментарии». По мнению составителей рейтинга скульптура претензионная, гротескная, а круглый постамент напоминает «пенёк».

Памятник Соловьяненко
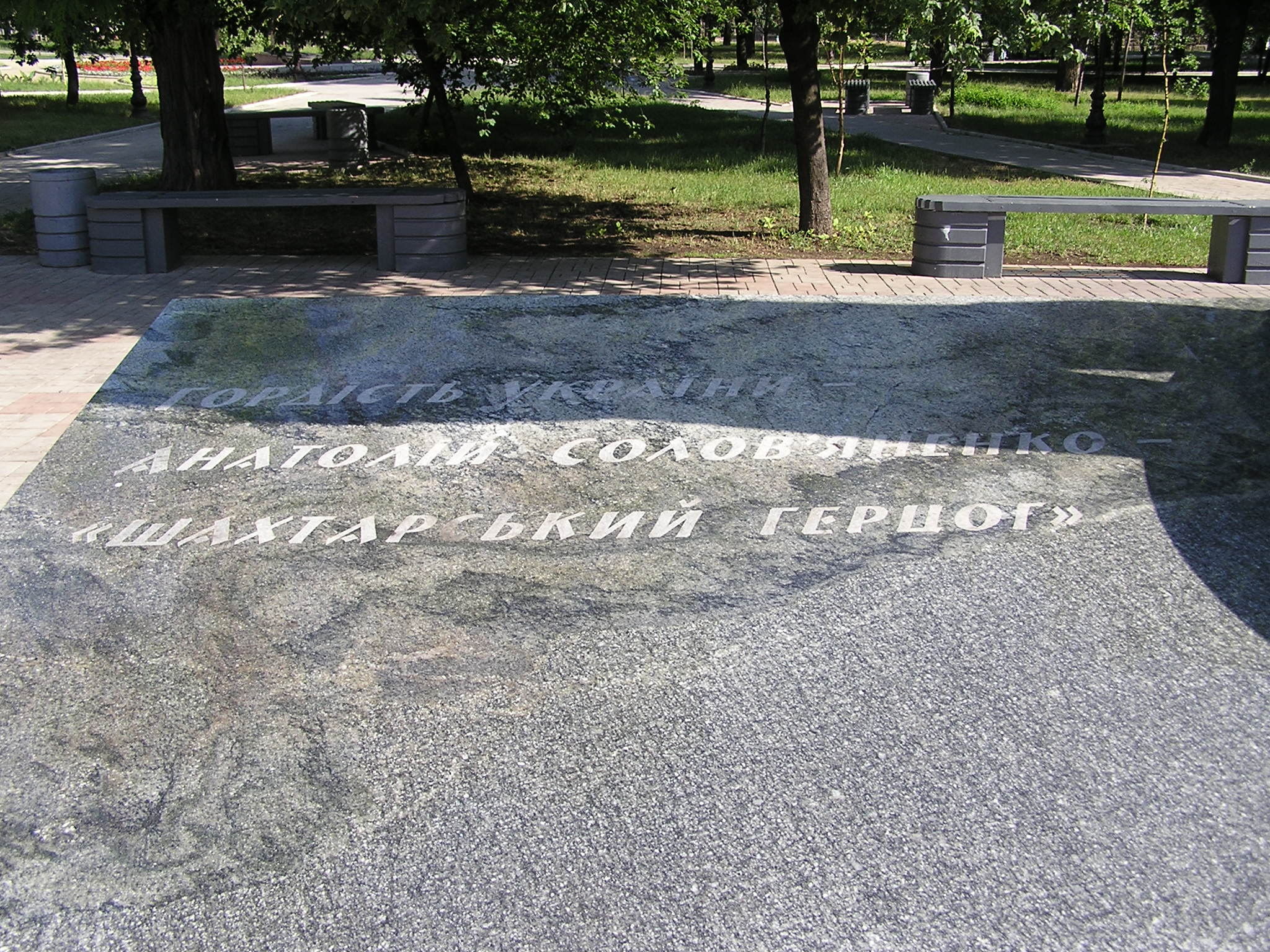
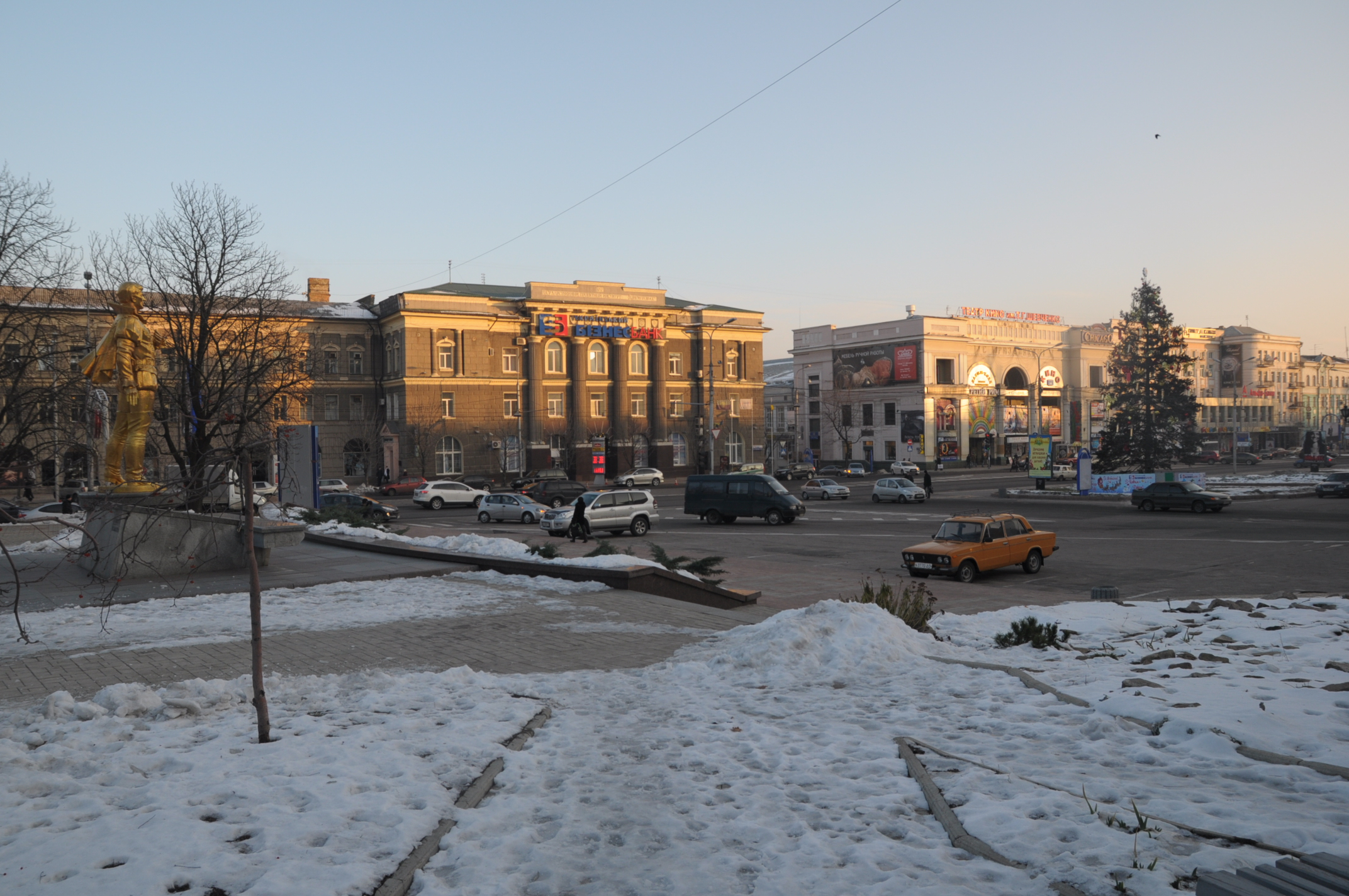

#### Скифская композиция
В 2003 году в Театральном сквере была установлена скифская композиция, состоящая из трёх бронзовых скульптурных фигур: пекторали, воина и шлемовидного головного убора. Все три фигуры — копии произведений скифского искусства. Скульпторы: Юрий Иванович Балдин и Владимир Григорьевич Киселёв. Первоначально предполагалось, что будет произведена реконструкция бульвара Пушкина и на нём среди прочего будет Скифская аллея, с курганами и каменными бабами, но от этой идеи отказались. По словам директора рекламного агентства ООО «Фирма „Кардинал“» Константина Петровича Воробьёва, разрабатывавшего концепцию реконструкции бульвара Пушкина, скульптуры, установленные в Театральном сквере, предназначались для этой аллеи, но из-за конфликта с городской администрацией и областным советом оказались в другом месте.
Золотая царская пектораль IV в. до н. э. найдена 21 июня 1971 года во время археологических исследований захоронения кургана Толстая Могила в Днепропетровской области под руководством Б. Н. Мозолевского. Считается, что пектораль была изготовлена греческими мастерами-ювелирами по заказу знатных скифов. Хранится в киевском музее исторических драгоценностей Украины. Композиция пекторали состоит из трёх уровней. Нижний — анималистические сцены с участием мифологических и реалистических зверей. Средний — флористические мотивы. Верхний — сцены с участием скифов и домашних животных. Есть несколько версий-интерпретаций изображаемых мотивов. По некоторым — на пекторали изображено бытовые сцены из жизни скифов. По другим — скифская легенда о Золотом руне и двух братьях, отправившихся на его поиски.
Скульптура скифского воина в полном боевом облачении VI в. до н. э. найдена в селе Ольховчик Шахтёрского района Донецкой области. Эта фигурка используется в качестве символа Фонда «Золотой Скиф» и как региональная награда за достижения в экономической и гуманитарной сфере.
Золотой скифский шлемовидный головной убор был найден в 1988 году археологами Донецкого национального университета под руководством Аллы Алексеевны Моруженко при раскопках скифского кургана Передериева Могила около села Зрубное в Шахтёрском районе Донецкой области. Хранится в Музее исторических драгоценностей Украины. На головном уборе в реалистической манере изображен бой, с участием двух взрослых бородатых скифов и четырёх юношей, разделённых на две композиционные группы. По центру одной группы юноша, стоящий на коленях, вытаскивает меч и смотрит на второго юношу слева от него. Второй юноша держит в левой руке щит, а в правой — копьё, направленное к голове взрослого воина с арканом на плечах. Взрослый воин расположен в правой части композиции и держит акинак правой рукой, а левой удерживает щит юноши с копьем. Слева второй композиционной группы юноша с повязанными лентой волосами, держит в правой руке копьё, направленное к голове взрослого воина. Взрослый воин находится в правой части композиции и схватил за волосы юношу, стоящего на коленях и расположенного по центру. Вероятно, изображенный сюжет относится к рассказу Геродота о битве старых и молодых скифов.

Скифская композиция
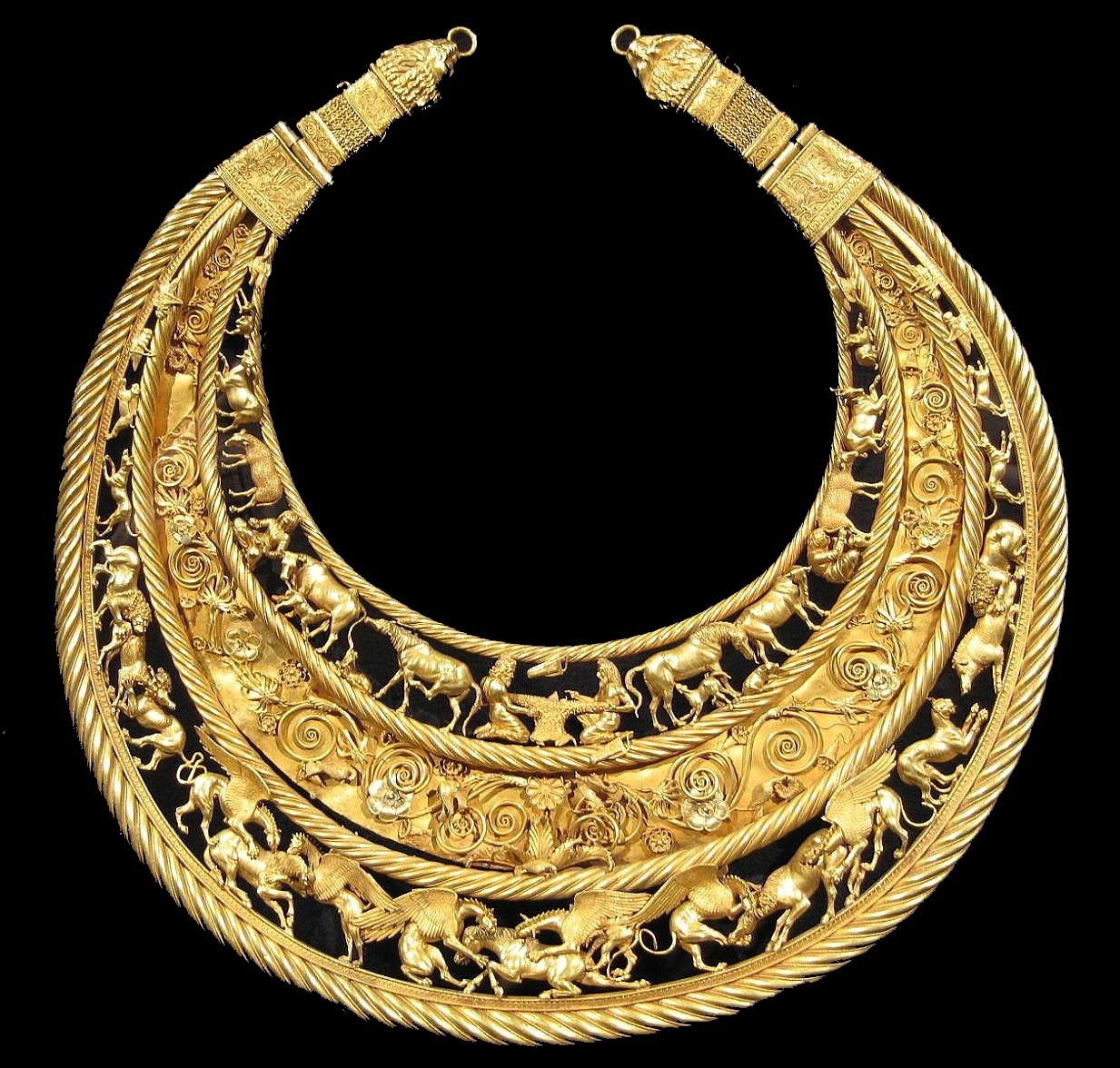
Пектораль из кургана Толстая Могила
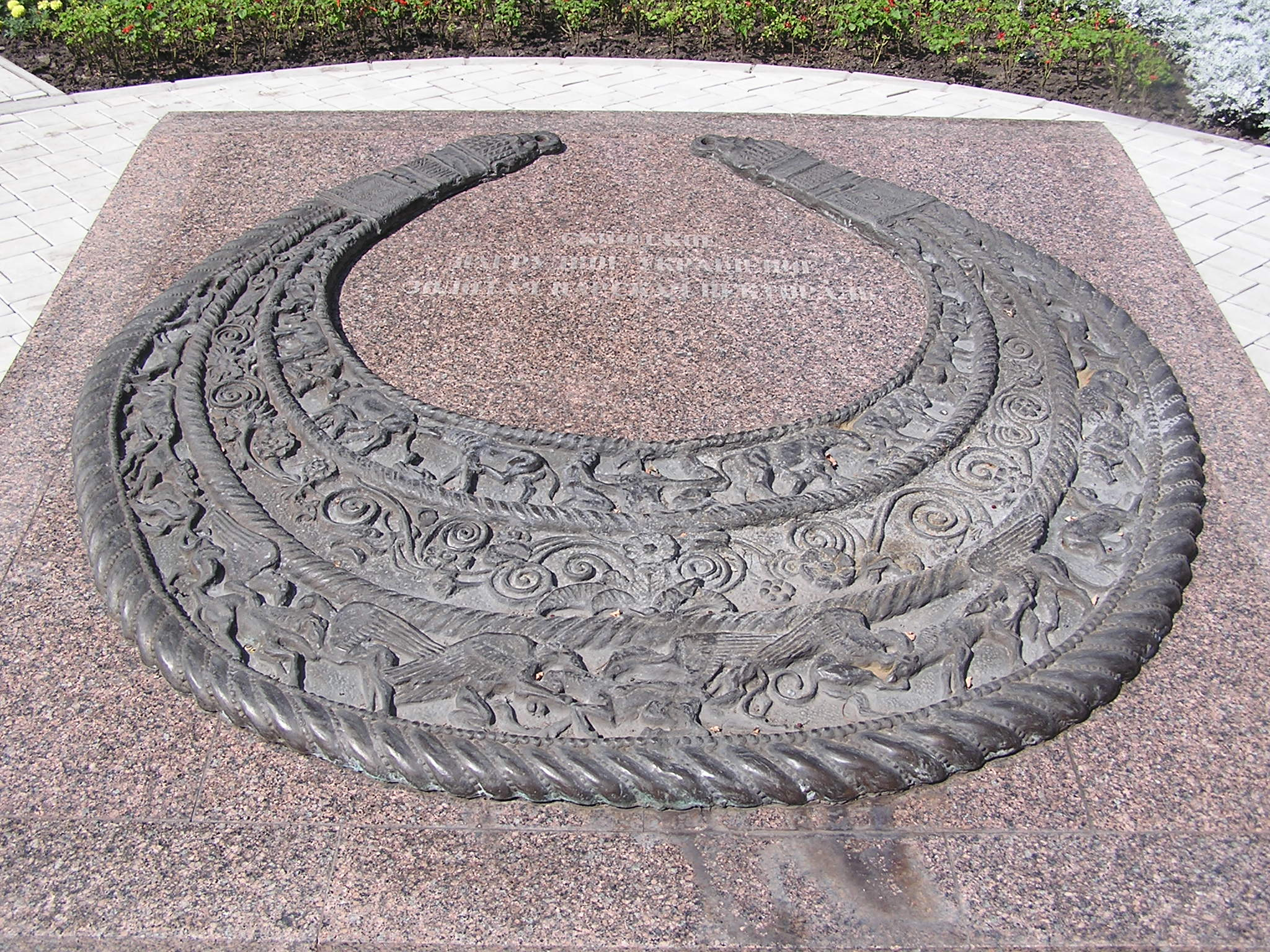
Пектораль в скифской композиции
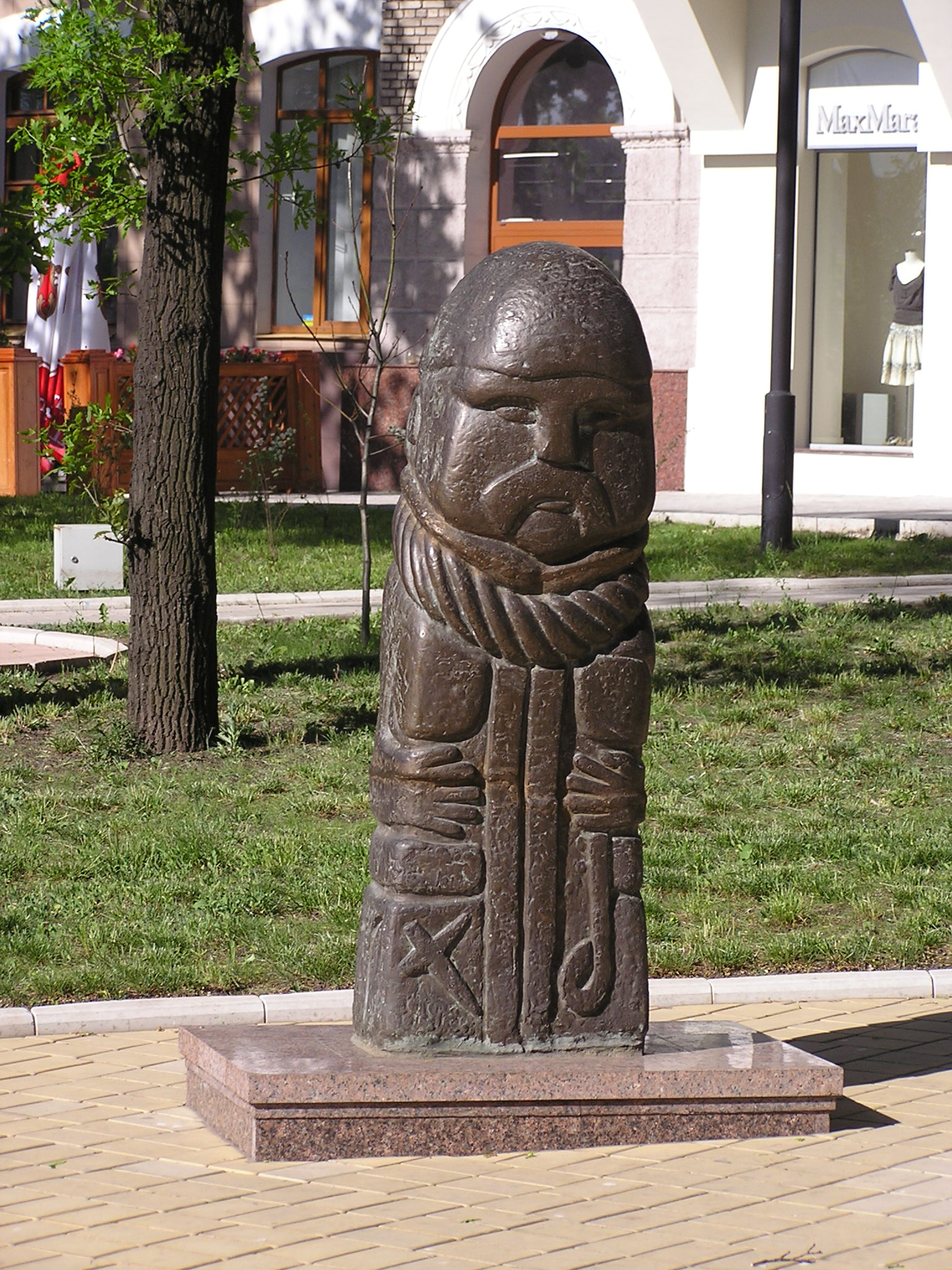
«Золотой скиф»
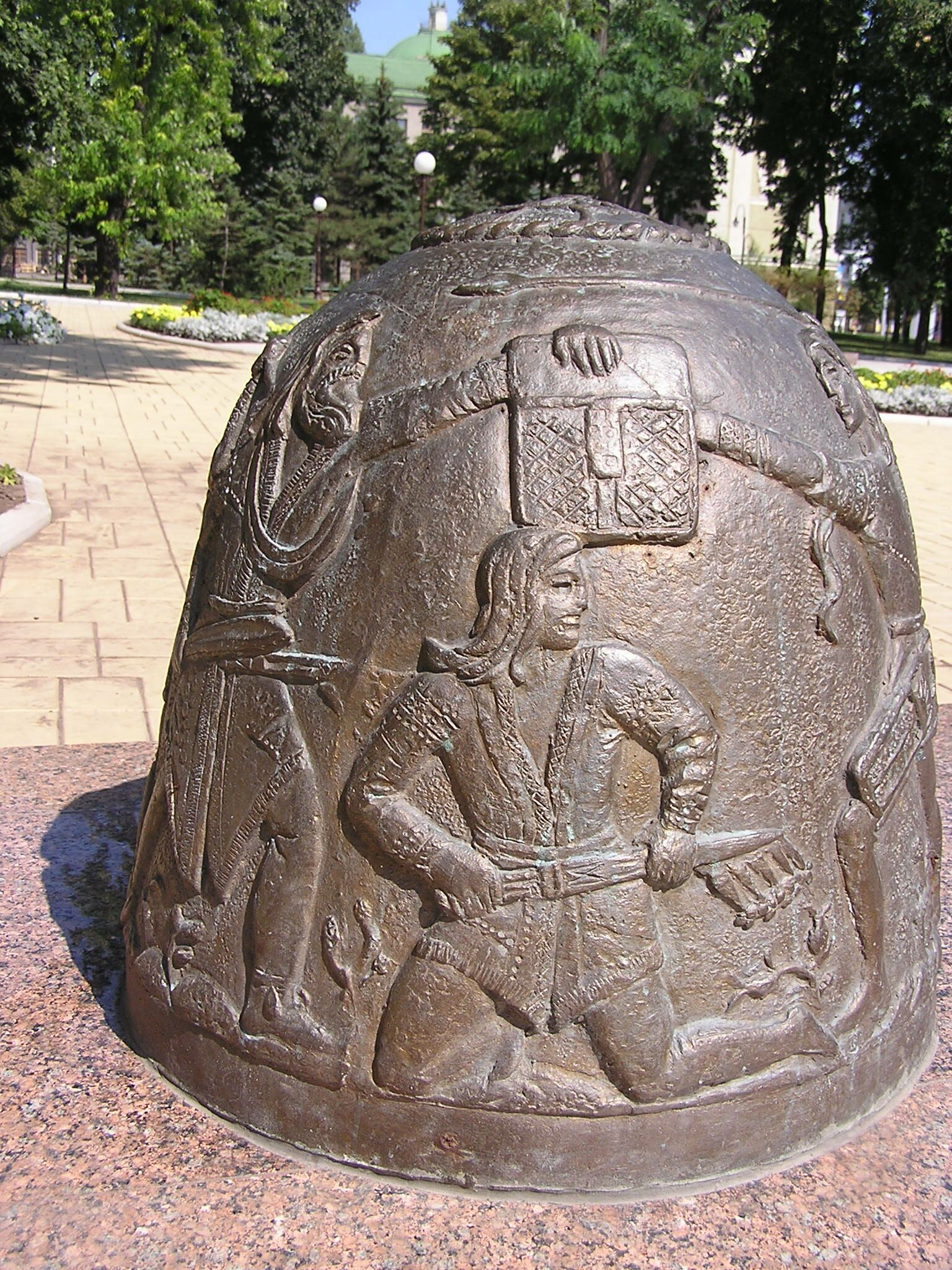
Скифский шлем